# История Республики Конго

## Доколониальная история
Изначально территорию Конго населяли пигмеи, занимавшиеся охотой и собирательством.
Примерно во II—I тыс. до н. э. с севера начали мигрировать банту. В Центральной Африке выявляются два периода интенсивной человеческой деятельности: с 800 года до н. э. по 400 год н. э. и с 1000 года по 1900 год.
Первая волна говорящих на банту общин раннего железного века в значительной степени исчезла из всего региона тропических лесов Конго к 600 году нашей эры. Резкое сокращение численности населения около 400—600 годов совпало с установлением более влажного климата во всем регионе и, возможно, было вызвано затяжной эпидемией.
Позднее, примерно в VI—IX веках, пришли племена банту, составляющие ныне порядка 98 % населения.
Племена банту (конго, вили, йомбе, теке и др.) занимались мотыжным, подсечно-огневым земледелием (главные культуры — сорго, бобовые, ямс). Ко времени появления европейцев банту жили в основном первобытно-общинным строем, но у некоторых племён уже появилось рабовладение.
В 1482 году в устье реки Конго побывала первая европейская экспедиция — португальские моряки под командованием Диогу Кана. С начала XVI века португальцы начали вывозить купленных у прибрежных племён рабов из Конго в Бразилию.

## Колония Франции
В конце XIX-го века в бассейне реки Конго появились французы. В 1880 году офицер французского флота Пьер де Бразза основал пост Нкуна (ныне — Браззавиль, столица Республики Конго). К 1883 году французы заключили договоры о протекторате со всеми вождями прибрежных племён. Так образовалось Французское Конго.

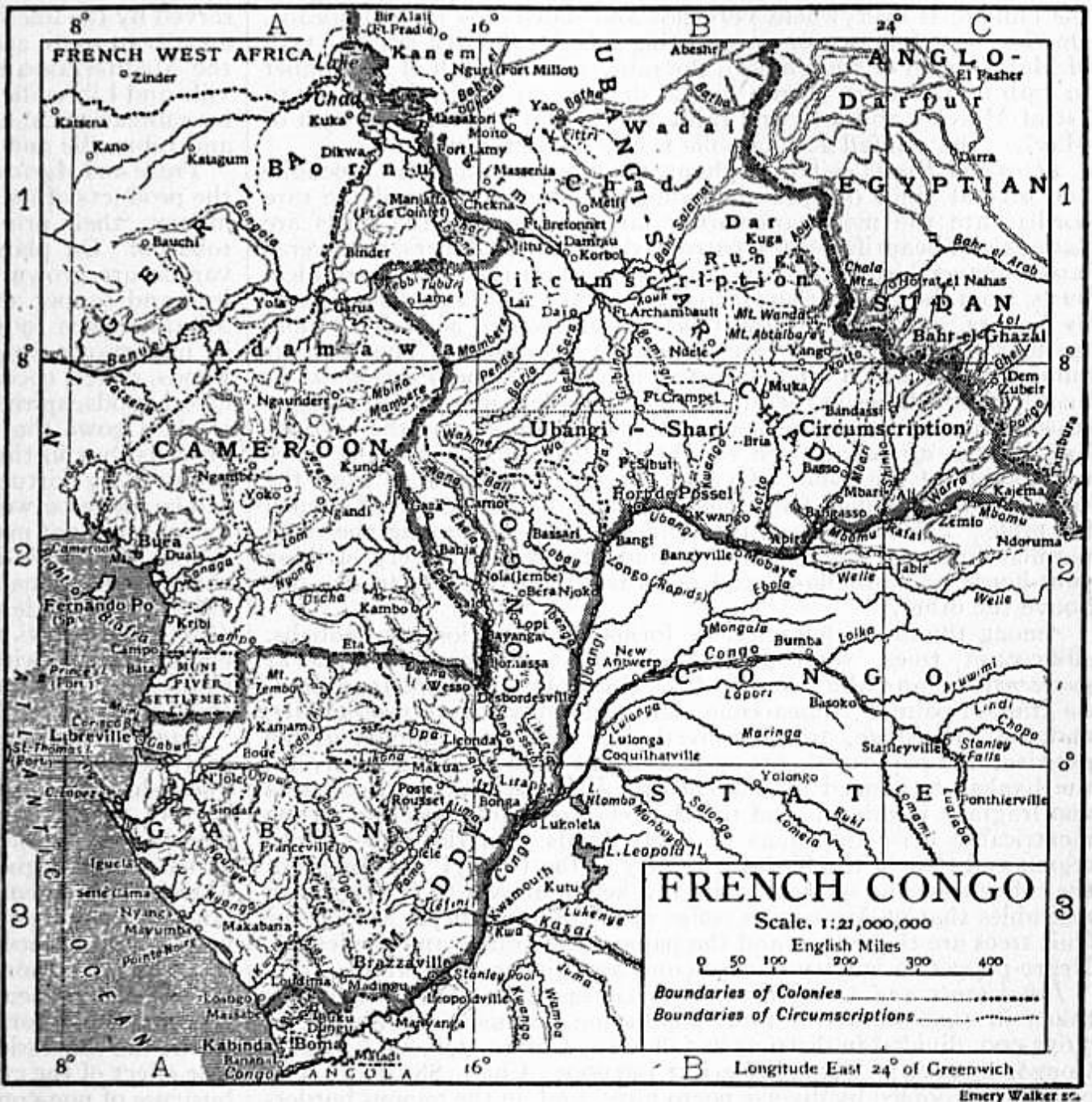
Французское Конго в 1911 году

С 1906 года территория современной Республики Конго после раздела Французского Конго оказалось в составе колонии «Среднее Конго», затем входила в состав Французской Экваториальной Африки.
В 1947 году колониальному владению Конго предоставлен статус заморской территории Франции, а с 1958 — статус автономной Республики в составе Французского сообщества.
К тому времени в Конго сформировалось несколько политических партий, крупнейшие из них — Демократический союз и Африканское социалистическое движение. После получения статуса автономной Республики вспыхнули кровавые столкновения между сторонниками этих партий, сопровождавшиеся и межэтническими столкновениями (особенно между мбоши и лали). В итоге победил Демократический союз, фактически разгромивший социалистов.

## Независимость
15 августа 1960 году была провозглашена независимость Республики Конго. Первым президентом стал Фюльбер Юлу. Он проводил прозападную политику, ориентируясь прежде всего на Францию и США. Правление Юлу характеризовалось коррупцией административного аппарата и экономическими трудностями.

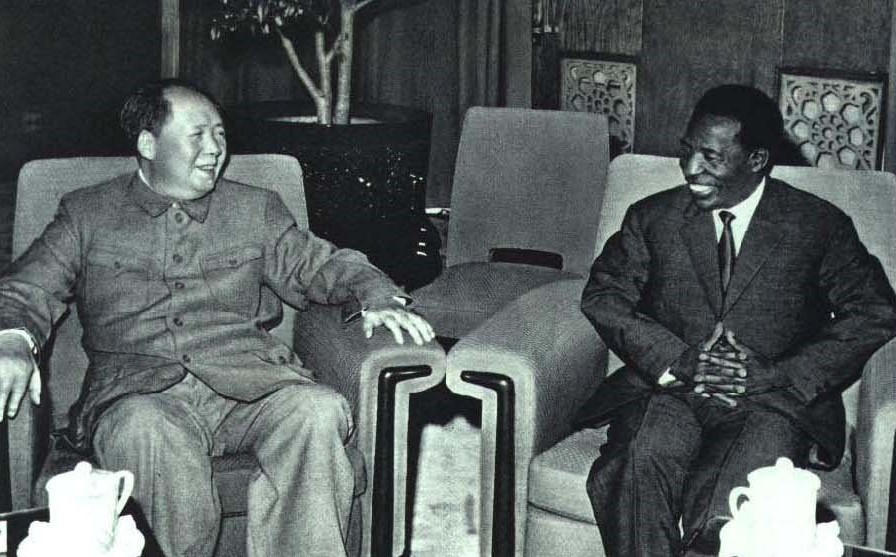
Массамба-Деба и Мао Цзедун в 1964 году

В августе 1963 года президент Юлу был свергнут в результате профсоюзных протестов, поддержанных частью армии. Временное правительство возглавил левый политик Альфонс Массамба-Деба, в конце года избранный президентом на безальтернативных выборах. Аббат Юлу был обвинён в антинациональной политике, изгнан из страны и в 1972 году скончался в эмиграции.
Администрация Массамба-Деба проводила социалистическую политику, ориентированную на КНР, СССР и Кубу. Центр политических решений сосредоточился в неформальной «Группе Мпила», объединившей ведущих марксистских идеологов и технократов. Политическая оппозиция жёстко подавлялась, практиковались внесудебные расправы. В то же время период правления Массамба-Деба был отмечен экономическим подъёмом, интенсивной индустриализацией, развитием социальной инфраструктуры. В июне 1966 года была совершена попытка свержения Массамба-Деба, но благодаря действиям кубинских военных она провалилась. Однако к концу 1966 года основной кубинский контингент был выведен из Конго.
В июле—августе 1968 года группа армейских офицеров во главе с командиром парашютно-десантного батальона Марианом Нгуаби подняла новый военный мятеж. Власть перешла к Национальному совету революции. 4 сентября 1968 года Массамба-Деба сложил властные полномочия. В конце года президентом был провозглашён Мариан Нгуаби.
Политика Нгуаби в целом продолжала социалистический курс Массамба-Деба, но в более радикальном и жёстком прокоммунистическом варианте. Государство получило название Народная Республика Конго. Правящая Конголезская партия труда (КПТ) позиционировалась как марксистско-ленинская, над обществом был установлен жёсткий идеологический контроль. Внешняя политика была полностью ориентирована на СССР.
23 марта 1970 в столице произошло вооружённое восстание правых антикоммунистов, сторонников Аббата Юлу, во главе с Пьером Кингангой. Выступление было подавлено правительственными войсками. Бюрократизм, коррупция и некомпетентность партийно-государственного аппарата вызвали оппозицию в самой КПТ. 22 февраля 1972 была предпринята попытка государственного переворота, подавленная властями. Возникло ультралевое партизанское Движение 22 февраля, разгромить которое силами регулярной армии удалось только в 1973 году.
18 марта 1977 года Мариан Нгуаби был убит в результате заговора, оставшегося нераскрытым. Непосредственным убийцей выступил капитан Кикадиди, обвинение было предъявлено экс-президенту Массамба-Деба, представшему перед трибуналом и расстрелянному неделю спустя. Власть перешла к Военному комитету партии во главе с первым генералом конголезской армии Жоакимом Йомби-Опанго. Два года спустя Йомби-Опанго был отстранён от власти генералом Дени Сассу-Нгессо.
13-летний период правления Сассу-Нгессо характеризовался определённой стабилизацией положения. Он проводил прагматичный курс: провозглашая верность марксизму и поддерживая политические связи с СССР, в экономическом плане ориентировался на Францию и США.
В 1990—1991 годах в Конго, как и в целом в Африке, началась политическая демократизация под влиянием советской перестройки. В начале 1991 под председательством Сассу-Нгессо состоялась Национально-государственная конференция. Был провозглашён отказ от марксизма-ленинизма как государственной идеологии, переход к многопартийной демократии и рыночной экономике. Кроме того, были политически и юридически реабилитированы свергнутые президенты Фюльбер Юлу, Альфонс Массамба-Деба и Жоаким Йомби-Опанго (первые двое — посмертно). История периода независимости получила новую трактовку: как непрерывный процесс национального становления, в котором все главы государства, независимо от политической ориентации, имели свои заслуги. Страна вновь стала называться Республикой Конго.
Первые свободные выборы состоялись в августе 1992 года. Правящая КПТ потерпела поражение и перешла в оппозицию. Президентом был избран лидер Панафриканского союза за социал-демократию Паскаль Лиссуба, в своё время занимавший технократические посты в правительствах Массамба-Деба и Нгуаби.
Президент Лиссуба инициировал реформы, направленные на либерализацию экономики и децентрализацию управления. Однако период с 1992 по 1997 год вновь характеризовался политической дестабилизацией. Конфликты регулярно перерастали в вооружённые столкновения. Несмотря на определённые макроэкономические достижения, ситуация в экономике в целом заметно осложнилась. Летом—осенью 1997 года, в преддверии очередных выборов, в Конго разразилась гражданская война между сторонниками Лиссубы и Сассу-Нгессо. Решающую роль в итоговой победе Сассу-Нгессо сыграла военная поддержка Анголы. Маломасштабная повстанческая активность продолжается и по настоящее время.
В 2001—2002 гг. Сассу-Нгессо узаконил своё пребывание у власти в рамках процесса восстановления политической жизни (в 2002 году на референдуме была принята новая конституция), и в 2002 году был избран на семилетний срок президентом Республики.

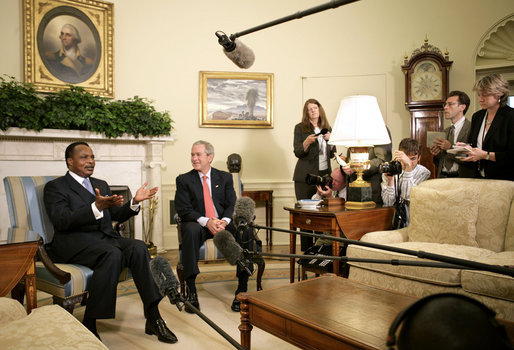
Сассу-Нгессо и Буш-младший в Овальном кабинете, 2006 год

После возвращения Дени Сассу-Нгессо к власти в Конго утвердился режим «ангольской модели», ориентированный на Луанду (лишь в 2015 году душ Сантуш предупредил, что прекратит поддерживать Сассу-Нгессо, если конституционная реформа не покончит с насилием в Конго). Формально провозглашаются демократические и рыночные установки, реально политическая власть и контроль над экономическими активами, прежде всего нефтяными, сосредоточены в президентской семье и ближайшем окружении. Устойчивость режима Сассу-Нгессо обеспечивают природные богатства страны — прежде всего нефть. Он смог обеспечить стабильность внутриполитической ситуации и, следовательно, безопасность работы иностранных экспортеров, прежде всего французских нефтяной компании Total. Падение цен на нефть означало для Конго ухудшение экономической ситуации. Это отразилось и в политической сфере: президент сменил главу правительства, посты в кабинете министров получили молодые технократы, впервые появились женщины-министры.
В 2009 году Сассу-Нгессо был переизбран на второй семилетний срок, а 27 марта 2015 года он объявил о предстоящем референдуме, который должен был отменить конституционное ограничение президентских сроков и позволить ему баллотироваться в третий раз. Референдум прошёл 27 октября 2015 года, «за» проголосовали 92,96% избирателей. В марте 2016 года Сассу-Нгессо  вновь участвовал в президентских выборах и был переизбран, получив 60 % голосов. На президентских выборах 2021 года результат Сассу-Нгессо составил уже 88,57 % голосов.